# Michaël Dacheux
Michaël Dacheux est un réalisateur français né à Mont-de-Marsan en 1978.

## Biographie
Michaël Dacheux a réalisé deux courts métrages avant de tourner L'Amour debout, présenté au Festival de Cannes 2018 dans la programmation de l'ACID.
Il a été membre du comité de rédaction de la revue Vertigo.

## Filmographie

### Réalisateur et scénariste

#### Courts métrages
- 2008 : Commune présence (présenté au FID Marseille)[2]
- 2011 : Sur le départ

### Long métrage
- 2018 : L'Amour debout

### Scénariste
- 2008 : Guy Gilles et le temps désaccordé de Gaël Lépingle